# Limbungan
Limbungan is een bestuurslaag in het regentschap Pekanbaru van de provincie Riau, Indonesië. Limbungan telt 10.764 inwoners (volkstelling 2010).